# Calamus mattanensis
Calamus mattanensis är en enhjärtbladig växtart som beskrevs av Odoardo Beccari. Calamus mattanensis ingår i släktet Calamus och familjen Arecaceae. Inga underarter finns listade i Catalogue of Life.